# Styloperla wui
Styloperla wui is een steenvlieg uit de familie Styloperlidae. De wetenschappelijke naam van de soort is voor het eerst geldig gepubliceerd in 1947 door Chao.